# ŽNK Split
El Ženski nogometni klub Split, también conocido como ŽNK Split, es un club de fútbol femenino de la ciudad de Split en Croacia , juega en la 1. HNLŽ, máxima categoría del fútbol femenino en el país.
Split ganó la 1. HNLŽ 2018-19 en el último día de la temporada con un empate 3-3 contra la 22 veces campeona ŽNK Osijek. Luego hizo un doblete de liga y copa con una victoria por 1-0 sobre Osijek en la final de la Copa.

## Torneos internacionales
Liga de Campeones Femenina de la UEFA
| Año     | Ronda                   | J | G | E | P | GF | GC |
| ------- | ----------------------- | - | - | - | - | -- | -- |
| 2019-20 | Fase de grupos          | 3 | 1 | 0 | 2 | 10 | 7  |
| 2020-21 | Ronda 1 - Clasificación | 1 | 0 | 0 | 1 | 1  | 4  |
| 2022-23 | Ronda 1 - Clasificación | 2 | 1 | 0 | 1 | 3  | 5  |
| Total   |                         | 6 | 2 | 0 | 4 | 14 | 16 |

## Palmarés
| Competición nacional           | Títulos          | Subcampeonatos                     |
| ------------------------------ | ---------------- | ---------------------------------- |
| 1. HNLŽ (2/4)                  | 2018/19, 2019/20 | 2013/14, 2014/15, 2015/16, 2017/18 |
| Copa Femenina de Croacia (2/2) | 2017/18, 2018/19 | 2013/14, 2015/16                   |